# Лемонт (Пенсільванія)
Лемонт (англ. Lemont) — переписна місцевість (CDP) в США, в окрузі Сентр штату Пенсільванія. Населення — 2276 осіб (2020).

## Географія
Лемонт розташований за координатами 40°48′43″ пн. ш. 77°48′58″ зх. д. / 40.81194° пн. ш. 77.81611° зх. д. (40.811988, -77.816109).  За даними Бюро перепису населення США в 2010 році переписна місцевість мала площу 3,28 км², уся площа — суходіл.

## Демографія
Згідно з переписом 2010 року, у переписній місцевості мешкало 2270 осіб у 924 домогосподарствах у складі 594 родин. Густота населення становила 692 особи/км².  Було 972 помешкання (296/км²).
Расовий склад населення:
| - 94,2 % — білих - 1,9 % — азіатів - 1,8 % — чорних або афроамериканців - 0,2 % — корінних американців |

До двох чи більше рас належало 1,5 %. Частка іспаномовних становила 1,3 % від усіх жителів.
За віковим діапазоном населення розподілялося таким чином: 22,1 % — особи молодші 18 років, 66,8 % — особи у віці 18—64 років, 11,1 % — особи у віці 65 років та старші. Медіана віку мешканця становила 39,1 року. На 100 осіб жіночої статі у переписній місцевості припадало 100,2 чоловіків;  на 100 жінок у віці від 18 років та старших — 103,9 чоловіків також старших 18 років.
Середній дохід на одне домашнє господарство  становив 87 446 доларів США (медіана — 81 012), а середній дохід на одну сім'ю — 101 996 доларів (медіана — 86 818). Медіана доходів становила 64 861 долар для чоловіків та 51 298 доларів для жінок. За межею бідності перебувало 2,0 % осіб, у тому числі 0,0 % дітей у віці до 18 років та 9,6 % осіб у віці 65 років та старших.
Цивільне працевлаштоване населення становило 1414 осіб. Основні галузі зайнятості: освіта, охорона здоров'я та соціальна допомога — 48,3 %, мистецтво, розваги та відпочинок — 12,7 %, виробництво — 6,2 %, роздрібна торгівля — 5,6 %.